# Armandia bipapillata
Armandia bipapillata är en ringmaskart som beskrevs av Hartmann-Schröder 1974. Armandia bipapillata ingår i släktet Armandia och familjen Opheliidae. Inga underarter finns listade i Catalogue of Life.